# 芬素·奧祖
芬素·奧祖（Funso Ojo，1991年08月28日—），比利時足球運動員，司職 防守中場，效力荷蘭班霸球會PSV燕豪芬。

## 生涯
燕豪芬之前，他效力於Olse Merksem和比斯查。他在友誼賽對HVCH，奧祖亮相燕豪芬一線隊。上陣了60分鐘。
2008-09賽季，奧祖正式亮相於正式賽事，在KNVB杯對燕豪芬青年隊。5月5日，奧祖在對威廉二世打出了第一場荷甲。

## 連結
- （荷兰文） Profile at Voetbal International （页面存档备份，存于）